# Jingjiang
Jingjiang (靖江市S, JìngjiāngP) è una città-contea della Cina, situata nella provincia di Jiangsu e amministrata dalla prefettura di Taizhou.